# Polymera (Polymera) georgiae
Polymera (Polymera) georgiae is een tweevleugelige uit de familie steltmuggen (Limoniidae). De soort komt voor in het Nearctisch gebied.